# Arrondissement Villefranche-de-Rouergue
Villefranche-de-Rouergue is een arrondissement van het Franse departement Aveyron in de regio Occitanie. De onderprefectuur is Villefranche-de-Rouergue.

## Kantons
Het arrondissement was tot 2014 samengesteld uit de volgende kantons:
- Kanton Aubin
- Kanton Capdenac-Gare
- Kanton Decazeville
- Kanton Montbazens
- Kanton Najac
- Kanton Rieupeyroux
- Kanton Villefranche-de-Rouergue
- Kanton Villeneuve

Na de herindeling van de kantons bij decreet van 21 februari 2014 , met uitwerking op 22 maart 2015, omvat het volgende kantons : 
- Kanton Aveyron et Tarn  (deel: 12/17)
- Kanton Ceor-Ségala
- Kanton Enne et Alzou
- Kanton Lot et Dourdou  (deel: 8/11)
- Kanton Lot et Montbazinois
- Kanton Monts du Réquistanais  (deel: 4/14)
- Kanton Villefranche-de-Rouergue
- Kanton Villeneuvois et Villefranchois